# 師範学校

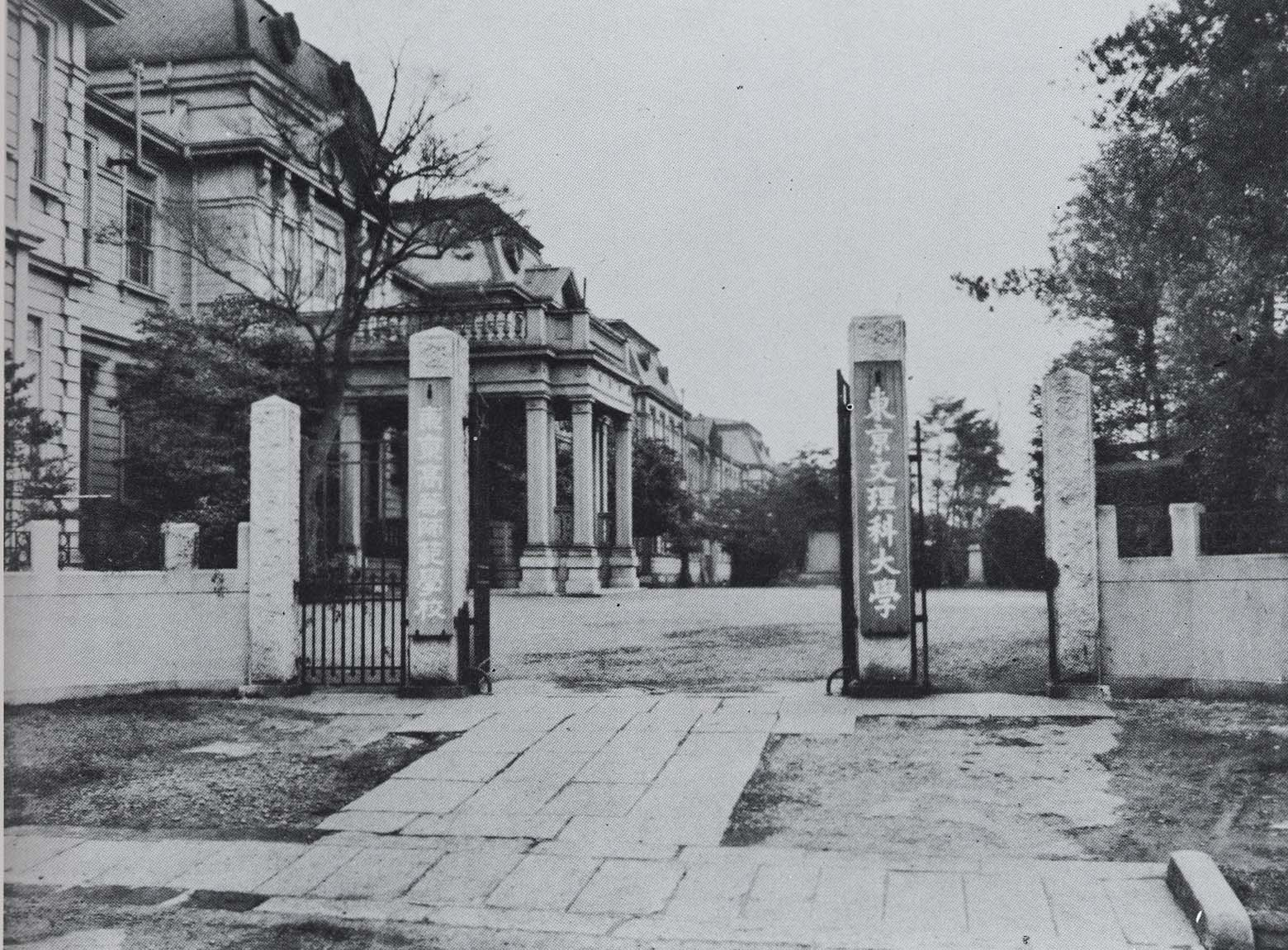
東京文理科大学附置東京高等師範学校
_{両校は校地を共にしており、東京教育大学を経て現在は筑波大学東京キャンパス文京校舎および教育の森公園となっている。}

師範学校（しはんがっこう）とは、教員を養成する学校であり、戦前の日本および日本の統治地域に存在した、初等・中等学校教員の養成（師範教育）を目的とした中等・高等教育機関とされ、教員養成機関のひとつ。
1872年（明治5年）9月からの約1年間、「師範学校」は東京に設置された日本初の教員養成機関（後の東京高等師範学校。現在の筑波大学の淵源）の固有名称であった。これが1873年（明治6年）8月に他の6大学区での官立師範学校設立に伴い「東京師範学校」と改称したため、以降「師範学校」は教員養成機関の総称となった。
修了までの年限は高等小学校卒業後4年（後に5年）、中等教育課程（旧制中学校等）修了者は1年（後に2年）。

## 概要

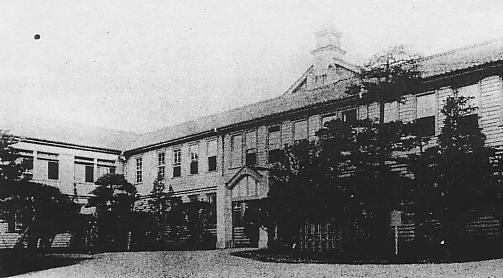
千葉師範学校（1934年）

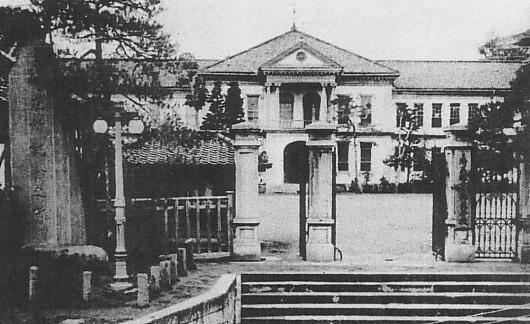
埼玉県女子師範学校（1928年）

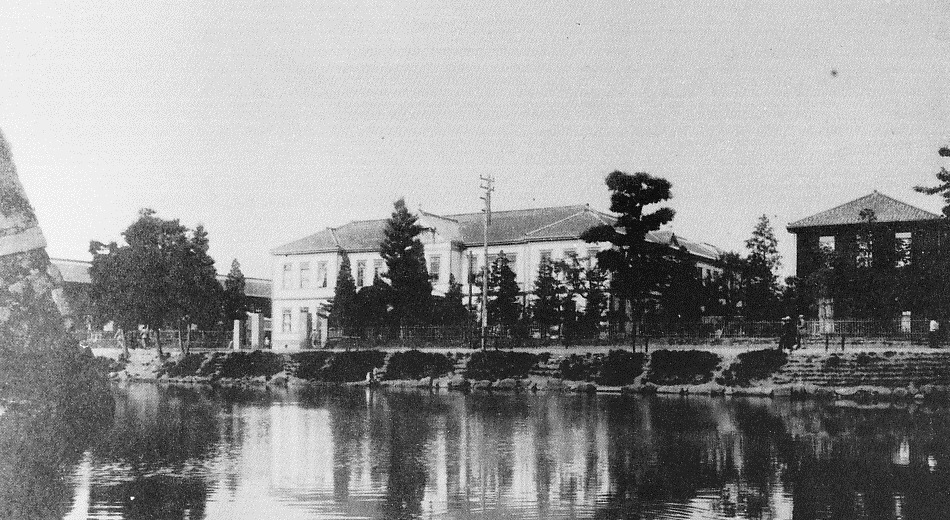
静岡師範学校（1930年）

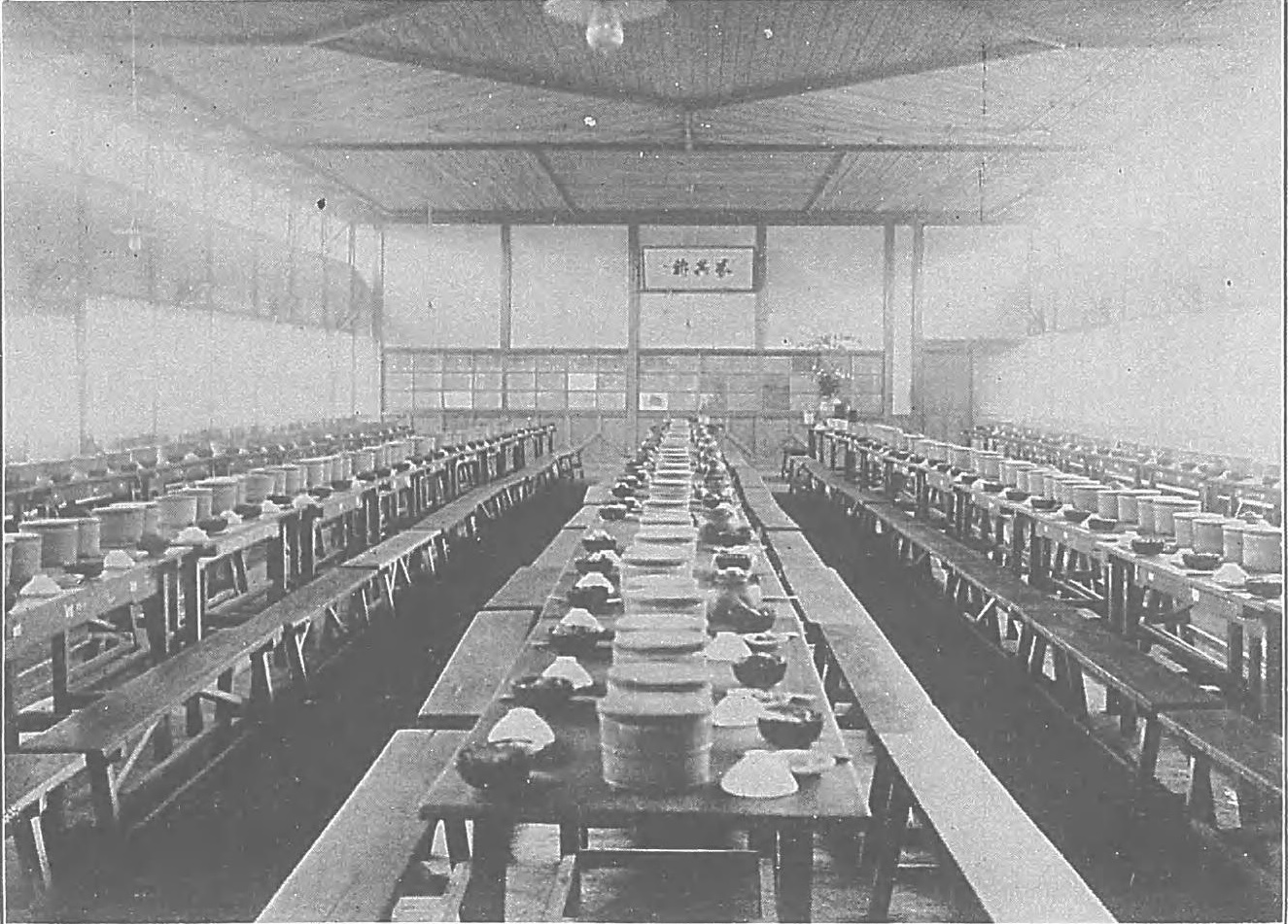
富山県師範学校の食堂（1909年）

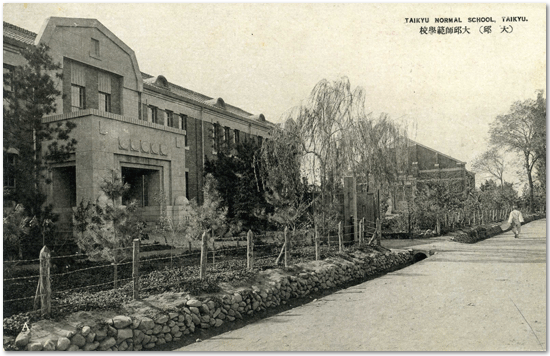
大邱師範学校（朝鮮・1935年）

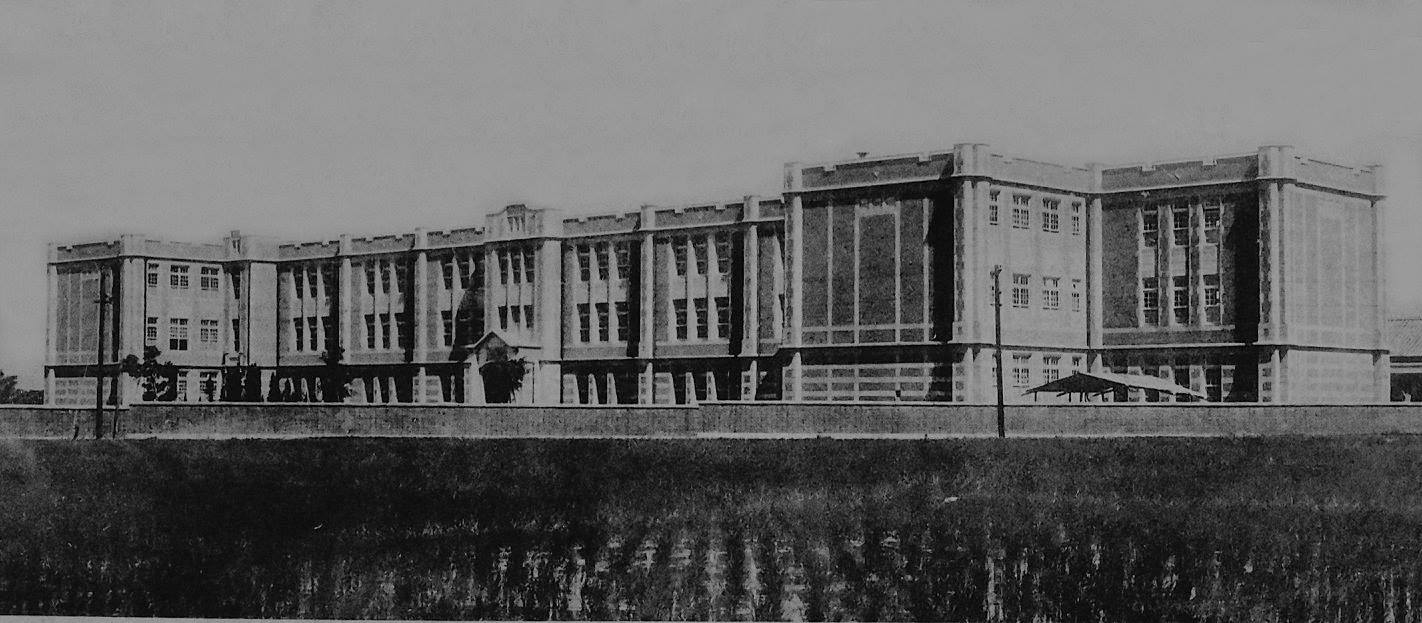
台中師範学校（台湾・1930年頃）

師範学校は、卒業後教職に就くことを前提に授業料がかからないのみならず学資も支給されたため、貧困家庭の優秀な子弟を救済する役割も果たした。師範学校→高等師範学校→文理科大学というコースをたどれば、学費無料で中等学校→高等学校→帝国大学というルートに匹敵する教育が受けられたため、経済的な理由で進学を断念せざるをえない優秀な人材を多く吸収した。
この制度に助けられた人物に、明治・大正期の陸軍軍人秋山好古や、昭和期の軍人・韓国大統領朴正煕（どちらも教師を経て陸軍士官学校入学）、朝鮮戦争で創設まもない韓国軍の若き指揮官として活躍した軍人・外交官・実業家である白善燁（師範学校卒業後は満洲国の軍官学校（士官学校）に入学したため服務義務は免除）、実業家五島慶太（東急グループ初代総帥、旧制上田中学卒業後、小学校の代用教員を経て東京高等師範学校→英語教師→東京帝国大学選科）らがいる（なお作家菊池寛は家庭の経済的事情で東京高等師範学校に進むことを余儀なくされたものの、素行が原因で退学処分を受け、素封家からの援助を取り付けて一高に入学し直した）。
しかし一方で、師範学校の寄宿舎生活において、学校によっては上級生による下級生へのいじめ、しごきが問題となった。そのため、全寮制を廃止した学校もあった（広島県師範学校など）。また、卒業生の中には「師範タイプ」と称された融通がきかない教師もおり、この存在は戦前においても問題視されていた。

### 師範学校と徴兵制度
日本の徴兵制度において、師範学校の学生は最大25年の徴集猶予が可能であった。また、師範学校を卒業して小学校の教職に就く資格を有する者は、短期現役制度により5か月間の兵役のみとされていた。しかしながら日中戦争が拡大した1939年（昭和14年）には兵役法が改正され、徴集猶予期間は早生まれの者22年、遅生まれの者は23年に短縮（高等師範学校生徒はそれぞれ1年追加）、短期現役制度は廃止（一般兵と比べ陸軍は40日、海軍は1年40日の短縮制度あり）された。

### 戦後の新制移行と学校の廃止
そして第二次世界大戦後、連合国軍最高司令官総司令部 (GHQ/SCAP) が米国にならって教員養成を大学で行うよう指導したこと、師範学校側も大学へ昇格する道が開けたことから、かかる指導を積極的に受け入れることとなった。その結果、戦後、各地の（官立）高等師範学校・師範学校・青年師範学校は、アメリカ合衆国の「リベラルアーツカレッジ」などを模範とする、新制大学（国立の総合大学もしくは単科の学芸大学（のちの教育大学））の教育学部・学芸学部の設立に参加し、将来の廃止を前提に新制大学に包括されることとなった。そして師範・青師は1951年3月、高師は1952年3月に全て廃止された。
その一方で、大学への移行に伴う教官の審査では、当然研究者としての実績が重視されたため、黒板の書き方や学級経営など実務ノウハウしか持ち合わせなかった旧制師範時代の教官の多くは審査の結果不適格として教壇を追われた。このためこの時期に大幅に教官を入れ替えた学校が多く、また県内の師範、青年師範のキャンパスも順次統合されていったため校風は大きく変化した。一方で多くの優秀な旧制中学校などの教員が引き抜かれ教授や助教授として迎えられた。

### 新制「教員養成」への継承
新制大学の学芸学部のカリキュラムは、先述の通り当初「リベラルアーツカレッジ」にならって教養教育に重きが置かれ、大学によっては医学部への進学課程等も置かれていたが、戦後、小・中学校が整備されるとともに卒業生の進路も教員が主流となり、1966年（昭和41年）に改正国立学校設置法が施行されると、ほとんどの学芸学部は教職以外の分野に進むコースを順次廃止し、その名称を「教育学部」へ変更するようになった。そこに「教員養成課程」がおかれてここで主に小学校教員、中学校教員、幼稚園教員、養護学校教員（現特別支援学校教員）が養成されることになった。
一方、1980年代後半にかけ、学校教諭の採用数が減少していき、教員養成課程の入学定員が過剰気味となると、学部を分割しないまま教員養成を目的としない教養課程などが再び教育学部に置かれることとなった。いわゆる「ゼロ免」課程であるが、2010年代に教員の大量退職が生じると、多くの大学でゼロ免課程は再び教員養成課程に戻された。
現在の制度では、あらゆる学部から教員免許を取得できるようになっている。各大学で開講される教職課程の科目を履修し、教育実習などを受けて、定められた単位を取れば教員免許の要件を満たすことになる。しかしこれに伴い教育学を専門に学ばなかった学校教員の力量不足が指摘されるようになり、師範学校的な制度を復活させるべきであるという議論も一部にはあった。しかし、専門職養成は大学院レベルで行うことが世界的な潮流であり、日本においても法曹を含む高度専門職養成のための専門職大学院制度が導入されるとともに、今後の教員に必要とされる高度なスキルの習得は大学院レベルで行うこととなった。そこで専門職大学院のひとつとして教職大学院制度が導入され、2008年4月1日（平成20年度）より開設された。薬学部のように6年制課程への改編も検討されたが、諸般の反対により実現していない。4年制のまま、実践的なカリキュラムへの改編を進めること、10年毎の教員免許更新制が代わりに導入された。但し、更新制度は形式的な講習を受けるだけのものとなり、いたずらに多忙な教員の休暇を奪うだけで、実効性が薄いとの批判がある。

## 経緯
- 1872年（明治5年） - 学制に基づき、東京の湯島聖堂内に、前年閉鎖された昌平坂学問所（昌平黌）を一部引き継ぐ形で官立の「師範学校」が設立され、さらに各大学区（名古屋・大阪・広島・長崎・新潟・仙台）への設置が計画された。
- 1873年（明治6年） - 大阪と宮城に官立師範学校新設[4]。東京の師範学校を東京師範学校（現・筑波大学）に改称。
- 1874年（明治7年） - 愛知・広島・長崎・新潟に官立師範学校新設[4]。東京含め以上7校が各県の教員養成機関に対して指導的教員を供給[4]。
- 1875年（明治8年） - 文部大補の田中不二麿が太政大臣三条実美に海外師範学校取調を提言し、伊沢修二・高嶺秀夫・神津専三郎をアメリカに派遣[5]。東京女子師範学校（現・お茶の水女子大学）設立。石川に県立女子師範学校設立[4]。
- 1876年（明治9年） - 岡山、富山、石川（第二）に県立女子師範学校設立[4]。各府県において、小学校教員伝習所、小学講習所、師範講習所、伝習学校、養成所、養成学校、師範研習学校など種々の名称で呼ばれていた教員養成機関も整備され始め、師範学校と改称し、正規の教員養成に着手することになった[4]。
- 1877年（明治10年） - 愛知・広島・新潟の官立師範学校廃止[4]。愛媛、石川（第三）に県立女子師範学校設立[4]。石川県の啓明学校が中等師範学校と改称[4]。
- 1878年（明治11年） - 大阪・長崎・宮城の官立師範学校廃止[4]。官立師範学校は、東京師範学校と東京女子師範学校のみとなり、他はすべて府県に移管された。このほか各県が小学校教員養成を目的として独自に設置した師範学校が多数存在したが、修業期間・入学年齢ともにまちまちであった。同年、師範学校取調のため、中川元をフランスへ、西村貞を英国へ、村岡範為馳を帝政ドイツへ派遣[5]。
- 1879年（明治12年） - 教育令により「各府県ニ於テハ便宜ニ随ヒテ公立師範学校ヲ設置スヘシ」と規定[4]。
- 1879年（明治13年） - 改正教育令により師範学校は府県に必置と定められる[4]。
- 1881年（明治14年） - 教育令のもとで「師範学校教則大綱」が定められ、師範学校の教育課程・内容が初めて統一された。
- 1883年（明治16年） - 「府県立師範学校通則」か定められ、公立師範学校の整備がさらに著しく進む[4]。
- 1886年（明治19年） - 師範学校令が制定され師範学校は高等師範学校と尋常師範学校に分けられた。
- 1897年（明治30年） - 師範教育令が制定され尋常師範学校は師範学校と改められた。
- 1907年（明治40年） - 小学校の6年制化に伴い師範学校規程が定められ、中等学校卒業者対象の師範学校第二部が制度化された。
- 1943年（昭和18年） - 師範教育令改正により、師範学校はすべて官立移管され、かつ専門学校と同格の教育機関に昇格、新たに青年師範学校が設置された（翌年さらに改正）。（→旧外地のうち台湾の師範学校については日本統治時代の台湾の師範教育機関を参照）

### 1872–1886年

#### 官立師範学校
- 師範学校（1872–1873年）→東京師範学校（1873–1886年）
- 大阪師範学校（1873–1878年）
- 宮城師範学校（1873–1878年）
- 愛知師範学校（1874–1877年）
- 広島師範学校（1874–1877年）
- 長崎師範学校（1874–1878年）
- 新潟師範学校（1874–1877年）
- 東京女子師範学校（1875–1885年）→東京師範学校女子部

### 1886–1897年

#### 高等師範学校・女子高等師範学校
高等師範学校（女子高等師範学校）は中等教員を養成する学校で、文部大臣が管理し、その経費は国が負担した。
- 高等師範学校（1886年）
- 女子高等師範学校（1890年）

#### 尋常師範学校
尋常師範学校は初等教員を養成する学校で、各府県に1校設置（男子部・女子部）が置かれ、地方税で運営された。
- 青森県尋常師範学校（1886–1898）
- 岩手県尋常師範学校（1886–1898）
- 宮城県尋常師範学校（1886–1898）
- 秋田県尋常師範学校（1886–1898）
- 山形県尋常師範学校（1886–1898）
- 福島尋常師範学校（1886–1887）→福島県尋常師範学校（1887–1898）
- 茨城県尋常師範学校（1886–1898）
- 栃木県尋常師範学校（1886–1898）
- 群馬県尋常師範学校（1886–1898）
- 埼玉県尋常師範学校（1886–1898）
- 千葉県尋常師範学校（1886–1898）
- 東京府尋常師範学校（1886 –1898）
- 神奈川県師範学校（–1887）→神奈川県尋常師範学校（1887–1898）
- 新潟県尋常師範学校（1886–1898）
- 富山県尋常師範学校（1886–1898）
- 石川県尋常師範学校（1886–1898）
- 福井県師範学校（–1889）→福井県尋常師範学校（1889–1898）
- 山梨県尋常師範学校（1886–1898）
- 長野県尋常師範学校（1886–1898）
- 静岡尋常師範学校（1886–1887）→静岡県尋常師範学校（1887–1898）
- 愛知県尋常師範学校（1886–1898）
- 岐阜県尋常師範学校（1886–1898）
- 三重県師範学校（ –1887）→三重県尋常師範学校（1887–1898）
- 滋賀県尋常師範学校（1886–1898）
- 京都府師範学校（–1887）→京都府尋常師範学校（1887–1898）
- 大阪府尋常師範学校（1886–1898）
- 兵庫県尋常師範学校（1886–1898）
- 奈良県尋常師範学校（1888–1898）→奈良県師範學校(1898–1943) →官立奈良師範学校(1943–1951)
- 和歌山県尋常師範学校（1886–1898）
- 鳥取県尋常師範学校（1886–1898）
- 島根県尋常師範学校（1886–1898）
- 岡山県尋常師範学校（1886–1898）
- 広島県尋常師範学校（1886–1898）
- 山口県尋常師範学校（1886–1898）
- 徳島師範学校（–1887）→徳島尋常師範学校（1887–1893）→徳島県尋常師範学校（1893 - 1898）
- 香川県尋常師範学校（1889–1898）
- 愛媛県尋常師範学校（1886–1898）
- 高知県尋常師範学校（1886–1898）
- 福岡県尋常師範学校（1886–1898）
- 佐賀県尋常師範学校（1886–1898）
- 長崎県尋常師範学校（1886–1898）
- 熊本県尋常師範学校（1886–1898）
- 大分県尋常師範学校（1886–1898）
- 宮崎県尋常師範学校（1886–1898）
- 鹿児島師範学校（–1886）→鹿児島県尋常師範学校（1887–1898）
- 沖縄県尋常師範学校（1886–1898）

### 1897–1943年

#### 高等師範学校・女子高等師範学校

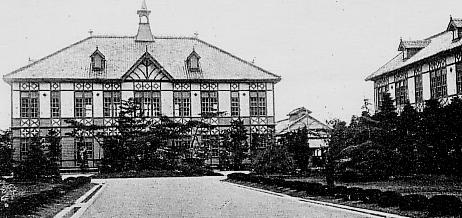
奈良女子高等師範学校（1930年頃）

1897年（明治30年）の師範教育令により、高等師範学校は師範学校・尋常中学校・高等女学校の教員、女子高等師範学校は師範学校女子部・高等女学校の教員を養成することが定められた。また当初、高等師範学校は尋常師範学校・尋常中学校卒業、女子高等師範学校は高等女学校卒業を入学資格とした。
- 高等師範学校（–1902年）→東京高等師範学校（1902–1929年）→東京文理科大学附置東京高等師範学校（1929年 ）
- 女子高等師範学校（–1908年）→東京女子高等師範学校（1908年–）
- 広島高等師範学校（1902–1929年）→広島文理科大学附置広島高等師範学校（1929年–）
- 奈良女子高等師範学校（1908年–）

#### 師範学校・女子師範学校
1897年（明治30年）の師範教育令により尋常師範学校は「師範学校」に改められ、各道府県に1校または数校設置されることになった。1920年代後半までに女子部は女子師範学校として分離された。
高等小学校（小学校高等科）卒業を入学資格とする本科第一部（1925年から5年制）と、中学校もしくは高等女学校卒業を入学資格とする本科第二部（1907年に制度化、1931年から2年制）が置かれた。
第一部の学科目は修身、公民科、教育、国語漢文、歴史地理、英語、数学、理科、実業（男生徒）、家事裁縫（女生徒）、図画、手工、音楽、体操が必修で、さらに第四学年以上では国語漢文、歴史、地理、英語、数学、理科、実業、家事裁縫（女生徒）、図画、手工、音楽の中につきその数科目を増課選修させた。第二部の学科目は修身、公民科、教育、国語漢文、歴史地理、数学、理科、実業（男生徒）、家事裁縫（女生徒）、図画、手工、音楽、体操が必修で、さらに国語漢文、歴史、地理、英語、数学、理科、実業、家事裁縫（女生徒）、図画、手工、音楽の中につきその数科目を増課選修させた。
また専攻科が、本科の学科目またはこれに関連する学科目についてさらに精細高等な学修をさせる目的で設けられた。修業年限は1年。入学し得るのは、師範学校卒業者またはこれと同等以上の学力を有する者。専攻科は修身、哲学、教育、国語漢文、実業（男生徒）、家事裁縫（女生徒）、体操が必修で、さらに公民科、心理および倫理、国語漢文、歴史、地理、英語、数学、理科、実業、家事裁縫（女生徒）、図画、手工、音楽、体操の中につきその数科目を増課選修させた。
本科生徒は最終学年中一定期間教生として付属小学校において教育実習をしなければならない。師範学校においては一般に授業料を徴収しないこととなっていて、なお各府県においてそれぞれ或る数の生徒を限って公費生として若干の学費が給与された。
また師範学校本科卒業者には各府県から本科正教員としての教員免許状が付与され、かつその府県内の小学校教員に任命された。
- 北海道函館師範学校（1914–1943）
- 北海道旭川師範学校（1923–1943）
- 北海道女子師範学校（1940–1943）
- 青森県師範学校（1898–1943）
- 青森県女子師範学校（1910–1943）
- 岩手県師範学校（1898–1943）
- 岩手県女子師範学校（1923–1943）
- 宮城県師範学校（1898–1943）
- 宮城県女子師範学校（1913–1943）
- 秋田県師範学校（1898–1943）
- 秋田県女子師範学校（1909–1943）
- 山形県師範学校（1898–1943）
- 山形県女子師範学校（1901–1943）
- 福島県師範学校（1898–1943）
- 福島県女子師範学校（1923–1943）
- 茨城県師範学校（1898–1943）
- 茨城県女子師範学校（1903–1943）
- 栃木県師範学校（1898–1943）
- 栃木県女子師範学校（1904–1943）
- 群馬県師範学校（1898–1912）→群馬県第一師範学校（1912–1913）→群馬県師範学校（1913–1943）
- 群馬県女子師範学校（1901–1943）
- 群馬県第二師範学校（1912–1913）
- 埼玉県師範学校（1898–1943）
- 埼玉県女子師範学校（1901–1943）
- 千葉県師範学校（1898–1943）
- 千葉県女子師範学校（1904–1943）
- 東京府師範学校（1898–1908）→東京府青山師範学校（1908–1943）
- 東京府女子師範学校（1900–1943）
- 東京府豊島師範学校（1908–1943）
- 東京府大泉師範学校（1938–1943）
- 神奈川県師範学校（1898–1943）
- 神奈川県女子師範学校（1907–1943）
- 新潟県師範学校（1898–1899）→新潟県第一師範学校（1899–1901）→新潟県新潟師範学校（1901–1943）
- 新潟県第二師範学校（1899–1901）→新潟県高田師範学校（1901–1943）
- 新潟県女子師範学校（1900–1906）→新潟県長岡女子師範学校（1906–1943）
- 富山県師範学校（1898–1943）
- 富山県女子師範学校（1917–1943）
- 石川県師範学校（1898–1943）
- 石川県女子師範学校（1908–1943）
- 福井県師範学校（1898–1928）→福井県福井師範学校（1928–1943）
- 福井県鯖江女子師範学校（1928–1943）
- 山梨県師範学校（1898–1943）
- 山梨県女子師範学校（1924–1943）
- 長野県師範学校（1898–1943）
- 長野県松本女子師範学校（1905–1943）
- 静岡県師範学校（1898–1914）→静岡県静岡師範学校（1914–1943）
- 静岡県女子師範学校（1906–1943）
- 静岡県浜松師範学校（1914–1943）
- 愛知県師範学校（1898–1899）→愛知県第一師範学校（1899–1943）
- 愛知県第二師範学校（1899–1923）→愛知県岡崎師範学校（1923–1943）
- 愛知県女子師範学校（1912–1943）
- 岐阜県師範学校（1898–1943）
- 岐阜県女子師範学校（1911–1943）
- 三重県師範学校（1898–1943）
- 三重県女子師範学校（1904–1943）
- 滋賀県師範学校（1898–1943）
- 滋賀県女子師範学校（1908–1943）
- 京都府師範学校（1898–1943）
- 京都府女子師範学校（1908–1943）
- 大阪府師範学校（1898–1908）→大阪府天王寺師範学校（1908–1943）
- 大阪府女子師範学校（1900–1943）
- 大阪府池田師範学校（1908–1943）
- 兵庫県師範学校（1898–1900）→兵庫県第一師範学校（1900–1901）→兵庫県御影師範学校（1901–1936）→兵庫県師範学校（1936–1943）
- 兵庫県第二師範学校（1900–1901）→兵庫県姫路師範学校（1901–1936）
- 兵庫県明石女子師範学校（1902–1943）
- 奈良県師範学校（1898–1943）
- 奈良県女子師範学校（1905–1943）
- 和歌山県師範学校（1898–1943）
- 和歌山県女子師範学校（1929–1943）
- 鳥取県師範学校（1898–1943）
- 鳥取県女子師範学校（1926–1943）
- 島根県師範学校（1898–1943）
- 島根県女子師範学校（1903–1943）
- 岡山県師範学校（1898–1943）
- 岡山県女子師範学校（1902–1943）
- 広島県師範学校（1898–1922）→広島県広島師範学校（1922–1932）→広島県師範学校（1932–1943）
- 広島県三原女子師範学校（1909–1943）
- 広島県福山師範学校（1922–1932）
- 山口県師範学校（1898–1914）→山口県山口師範学校（1914–1920）→山口県師範学校（1920–1943）
- 山口県室積師範学校（1914–1920）→山口県女子師範学校（1920–1943）
- 徳島県師範学校（1898–1943）
- 徳島県女子師範学校（1908–1943）
- 香川県師範学校（1898–1943）
- 香川県女子師範学校（1912–1943）
- 愛媛県師範学校（1898–1943）
- 愛媛県女子師範学校（1910–1943）
- 高知県師範学校（1898–1943）
- 高知県女子師範学校（1926–1943）
- 福岡県師範学校（1898–1908）→福岡県福岡師範学校（1908–1943）
- 福岡県女子師範学校（1903–1943）
- 福岡県小倉師範学校（1908–1943）
- 佐賀県師範学校（1898–1943）
- 佐賀県女子師範学校（1928–1943）
- 長崎県師範学校（1898–1943）
- 長崎県女子師範学校（1908–1943）
- 熊本県師範学校（1898–1914）→熊本県第一師範学校（1914–1931）→熊本県師範学校（1931–1943）
- 熊本県女子師範学校（1911–1943）
- 熊本県第二師範学校（1914–1931）
- 大分県師範学校（1898–1943）
- 大分県女子師範学校（1907–1943）
- 宮崎県師範学校（1898–1943）
- 宮崎県女子師範学校（1926–1943）
- 鹿児島県師範学校（1898–1920）→鹿児島県第一師範学校（1920–1934）→鹿児島県師範学校（1934–1943）
- 鹿児島県女子師範学校（1910–1943）
- 鹿児島県第二師範学校（1920–1934）
- 沖縄県師範学校（1898–1943）
- 沖縄県女子師範学校（1915–1943）

樺太
- 樺太庁師範学校（1939–1943）

台湾
- 台北師範学校（1899–1902）→台北師範学校（1920–1927）→台北第一師範学校（1927–1943）
- 台北第二師範学校（1927–1943）
- 台南師範学校（1899–1904）→台南師範学校（1919–1943）
- 台中師範学校（1899–1902）→台中師範学校（1923–1943）
- 新竹師範学校（1940–1943）
- 屏東師範学校（1940–1943）

朝鮮
- - →京城師範学校（1922–1943）及び京城女子師範学校（1935–1943）
- 慶尚北道公立師範学校（1923–1929）→大邱師範学校（1929–1943）
- 平安南道公立師範学校（1923–1929）→平壌師範学校（1929–1943）
- 京畿道公立師範学校（1923–1931）
- 黄海道公立師範学校（1923–1931）
- 咸鏡南道公立師範学校（1923–1931）
- 咸鏡北道公立師範学校（1923–1931）
- 咸興師範学校（1937–1943）
- 江原道公立師範学校（1923–1931）→春川師範学校（1939–1943）
- 全羅南道公立師範学校（1923–1931）→光州師範学校（1938–1943）
- 全羅北道公立師範学校（1923–1931）→全州師範学校（1936–1943）
- 慶尚南道公立師範学校（1923–1931）→晋州師範学校（1940–1943）
- 忠清南道公立師範学校（1923–1931）→公州女子師範学校（1938–1943）
- 忠清北道公立師範学校（1923–1931）→清州師範学校（1941–1943）
- 平安北道公立師範学校（1923–1931）→新義州師範学校（1942–1943）

関東州
- 旅順師範学校（1936–1943）
- 旅順女子師範学校（1936–1943）

満州
- 在満師範学校（1941–1943）

### 1943–1952年

#### 高等師範学校・女子高等師範学校
1943年（昭和18年）の改正師範教育令により、高等師範学校は中学校と高等女学校の教員、女子高等師範学校は高等女学校の教員を養成することが定められた。1947年の学校教育法制定と1949年の国立学校設置法により、東京高師は文理大と合併し東京教育大学に、広島高師は広島女高師とともに広島文理大、旧制広島高校、旧制広島工専等と合併し広島大学に、東京・奈良両女高師は大学に昇格しそれぞれお茶の水女子大学と奈良女子大学に、金沢高師は金沢大学教育学部に改編された。また、岡崎高師は、戦災で岡崎市から豊川市に疎開後、岡崎市に戻ることなく、名古屋大学教養部（1993年に情報文化学部、2017年に情報学部へ改組）の豊川分校になった（名古屋大学教育学部は戦後の新制大学発足時に改めて学部として新設されたもので、高師の系統を汲んでいない）。
1947年（昭和22年）、帝国大学令の国立総合大学令への改題とともに、帝国大学は「国立総合大学」と改称され、また1949年の国立学校設置法が、1951年以降の国立学校設置法の一部を改正する法律（昭和26年第84号、昭和27年第22号）の施行により、1952年4月1日から、それまでの師範学校は大学の教育学部、学芸学部等に名称を変更した。
- 東京文理科大学附置東京高等師範学校（–1949年）→東京教育大学東京高等師範学校（1949–1952年）
- 東京女子高等師範学校（–1949年）→お茶の水女子大学東京女子高等師範学校（1949–1952年）
- 広島文理科大学附置広島高等師範学校（–1949年）→広島大学広島高等師範学校（1949–1952年）
- 奈良女子高等師範学校（–1949年）→奈良女子大学奈良女子高等師範学校（1949–1952年）
- 金沢高等師範学校（1944–1949年）→金沢大学金沢高等師範学校（1949–1952年）
- 岡崎高等師範学校（1945–1949年）→名古屋大学岡崎高等師範学校（1949–1952年）
- 広島女子高等師範学校（1945–1949年）→広島大学広島女子高等師範学校（1949–1952年）

#### 師範学校
1943年から、師範学校は国民学校教員を養成する官立の専門学校程度の教育機関となった。師範学校には本科と予科が置かれ、本科は中学校もしくは高等女学校卒業生、予科は国民学校高等科の卒業生および中学校もしくは高等女学校2年修了者が入学できた。
当時の官立師範学校は以下の通り（カッコ内は新制大学）。
- 北海道第一師範学校（北海道学芸大学札幌分校）
- 北海道第二師範学校（北海道学芸大学函館分校）
- 北海道第三師範学校（北海道学芸大学旭川分校）
- 青森師範学校（弘前大学教育学部）
- 岩手師範学校（岩手大学学芸学部）
- 宮城師範学校（東北大学教育学部→宮城教育大学）
- 秋田師範学校（秋田大学学芸学部）
- 山形師範学校（山形大学教育学部）
- 福島師範学校（福島大学学芸学部）
- 茨城師範学校（茨城大学教育学部）
- 栃木師範学校（宇都宮大学学芸学部）
- 群馬師範学校（群馬大学学芸学部）
- 埼玉師範学校（埼玉大学教育学部）
- 千葉師範学校（千葉大学学芸学部）
- 東京第一師範学校（東京学芸大学学芸学部）
- 東京第二師範学校（同上）
- 東京第三師範学校（同上）
- 神奈川師範学校（横浜国立大学学芸学部）
- 新潟第一師範学校（新潟大学教育学部）
- 新潟第二師範学校（新潟大学教育学部高田分校→上越教育大学）
- 富山師範学校（富山大学教育学部）
- 石川師範学校（金沢大学教育学部）
- 福井師範学校（福井大学学芸学部）
- 山梨師範学校（山梨大学学芸学部）
- 長野師範学校（信州大学教育学部）
- 静岡第一師範学校（静岡大学教育学部）
- 静岡第二師範学校（同上）
- 愛知第一師範学校（愛知学芸大学学芸学部）
- 愛知第二師範学校（同上）
- 岐阜師範学校（岐阜大学学芸学部）
- 三重師範学校（三重大学学芸学部）
- 滋賀師範学校（滋賀大学学芸学部）
- 京都師範学校（京都学芸大学学芸学部）
- 大阪第一師範学校（大阪学芸大学学芸学部）
- 大阪第二師範学校（同上）
- 兵庫師範学校（神戸大学教育学部）
- 奈良師範学校（奈良学芸大学学芸学部）
- 和歌山師範学校（和歌山大学学芸学部）
- 鳥取師範学校（鳥取大学学芸学部）
- 島根師範学校（島根大学教育学部）
- 岡山師範学校（岡山大学教育学部）
- 広島師範学校（広島大学教育学部）
- 山口師範学校（山口大学教育学部）
- 徳島師範学校（徳島大学教育学部→鳴門教育大学）
- 香川師範学校（香川大学学芸学部）
- 愛媛師範学校（愛媛大学教育学部）
- 高知師範学校（高知大学教育学部）
- 福岡第一師範学校（福岡学芸大学学芸学部）
- 福岡第二師範学校（同上）
- 佐賀師範学校（佐賀大学教育学部）
- 長崎師範学校（長崎大学学芸学部）
- 熊本師範学校（熊本大学教育学部）
- 大分師範学校（大分大学学芸学部）
- 宮崎師範学校（宮崎大学学芸学部）
- 鹿児島師範学校（鹿児島大学教育学部）
- 沖縄師範学校

樺太
- 樺太師範学校

台湾
- 台北師範学校（本科：国立台北教育大学、予科・女子部：台北市立教育大学）
- 台中師範学校（本科：国立台中教育大学、予科：国立新竹教育大学）
- 台南師範学校（本科：国立台南大学、予科：国立屏東教育大学）

朝鮮
- 京城師範学校（ソウル大学校師範大学）
- 大邱師範学校（慶北大学校師範大学）
- 平壌師範学校
- 全州師範学校（全州教育大学校）
- 咸興師範学校
- 光州師範学校（光州教育大学校）
- 春川師範学校（春川教育大学校）
- 晋州師範学校（晋州教育大学校）
- 清州師範学校（清州教育大学校）
- 新義州師範学校
- 清津師範学校
- 海州師範学校
- 大田師範学校（公州女子師範学校と統合して公州教育大学校になる）
- 京城女子師範学校（ソウル大学校師範大学）
- 公州女子師範学校（公州教育大学校）
- 元山女子師範学校

関東州
- 旅順師範学校（女子部は旧・旅順女子師範学校）

満州
- 在満師範学校→新京師範学校
- 牡丹江師範学校（1944年–）[6]

#### 青年師範学校
1944年の師範教育令改正により、青年学校の教員養成をしていた都道（庁）府県立の青年学校教員養成所が、官立の、専門学校レベルの教育機関である青年師範学校になった。予科を修了した者、中学校または高等女学校を卒業した者が入学でき、男子部と女子部がおかれていた。全国に以下の青年師範学校があった。カッコ内は新制大学。
- 北海道青年師範学校（北海道学芸大学岩見沢分校）
- 青森青年師範学校（弘前大学教育学部）
- 岩手青年師範学校（岩手大学学芸学部）
- 宮城青年師範学校（東北大学教育学部→宮城教育大学）
- 秋田青年師範学校（秋田大学学芸学部）
- 山形青年師範学校（山形大学教育学部）
- 福島青年師範学校（福島大学学芸学部）
- 茨城青年師範学校（茨城大学教育学部）
- 栃木青年師範学校（宇都宮大学学芸学部）
- 群馬青年師範学校（群馬大学学芸学部）
- 埼玉青年師範学校（埼玉大学教育学部）
- 千葉青年師範学校（千葉大学学芸学部）
- 東京青年師範学校（東京学芸大学学芸学部）
- 神奈川青年師範学校（横浜国立大学学芸学部）
- 新潟青年師範学校（新潟大学教育学部）
- 富山青年師範学校（富山大学教育学部）
- 石川青年師範学校（金沢大学教育学部）
- 福井青年師範学校（福井大学学芸学部）
- 山梨青年師範学校（山梨大学学芸学部）
- 長野青年師範学校（信州大学教育学部）
- 静岡青年師範学校（静岡大学教育学部）
- 愛知青年師範学校（愛知学芸大学学芸学部）
- 岐阜青年師範学校（岐阜大学学芸学部）
- 三重青年師範学校（三重大学学芸学部）
- 滋賀青年師範学校（滋賀大学学芸学部）
- 京都青年師範学校（京都学芸大学学芸学部）
- 大阪青年師範学校（大阪府立浪速大学教育学部）
- 兵庫青年師範学校（神戸大学教育学部）
- 奈良青年師範学校（奈良学芸大学学芸学部）
- 和歌山青年師範学校（和歌山大学学芸学部）
- 鳥取青年師範学校（鳥取大学学芸学部）
- 島根青年師範学校（島根大学教育学部）
- 岡山青年師範学校（岡山大学教育学部）
- 広島青年師範学校（広島大学教育学部、水畜産学部）
- 山口青年師範学校（山口大学教育学部）
- 徳島青年師範学校（徳島大学学芸学部）
- 香川青年師範学校（香川大学学芸学部）
- 愛媛青年師範学校（愛媛大学教育学部）
- 高知青年師範学校（高知大学教育学部、農学部）
- 福岡青年師範学校（福岡学芸大学学芸学部）
- 佐賀青年師範学校（佐賀大学教育学部）
- 長崎青年師範学校（長崎大学学芸学部）
- 熊本青年師範学校（熊本大学教育学部）
- 大分青年師範学校（大分大学学芸学部）
- 宮崎青年師範学校（宮崎大学学芸学部）
- 鹿児島青年師範学校（鹿児島大学教育学部）
- 沖縄青年師範学校

樺太
- 樺太青年師範学校

台湾
- 彰化青年師範学校

## その他の教員養成機関

### 師範学校以外の官立教員養成学校
- 帝国大学及び官立専門学校 - 専門学科の他教育に関する一定の科目を修了した者にも中学校、高等女学校の免許状が授与された。
- 臨時教員養成所 - 師範学校、中学校、高等女学校の教員養成
- 実業学校教員養成所 - 実業学校の教員養成
- 実業補習学校教員養成所 - 道府県市において設置される実業補習学校の教員養成

#### 臨時教員養成所
高等師範学校とは別に帝国大学及び直轄諸学校内に臨時教員養成所が設けられ、師範学校、中学校、高等女学校の教員不足の解消が図られた。ことに大正末から昭和初期にかけては、臨時教員養成所の定員は高等師範学校の定員の半分を超える規模で（1926年（大正15年）当時：臨時教員養成所生徒数1542名、高等師範学校生徒数2719名）、多数の中学校教員を供給するなど、大きな役割を果たした。臨時教員養成所官制（1902年（明治35年）3月28日勅令第百号）
第一期（1902年臨時教員養成所規程制定〜）
- 第一臨時教員養成所 東京帝国大学
- 第二臨時教員養成所 第一高等学校
- 第三臨時教員養成所 第二高等学校
- 第四臨時教員養成所 第三高等学校
- 第五臨時教員養成所 東京外国語学校
- 第六臨時教員養成所 東京女子高等師範学校

第二期（1922年臨時教員養成所規程改正頃）
- 第一臨時教員養成所（1922–1944年） 東京高等師範学校、東京文理科大学
- 第二臨時教員養成所（1922–1937年） 広島高等師範学校
- 第三臨時教員養成所（1922–1931年） 奈良女子高等師範学校
- 第四臨時教員養成所（1922–1931年） 東京音楽学校
- 第五臨時教員養成所（1922–1927年） 大阪外国語学校
- 第六臨時教員養成所（–1938年） 東京女子高等師範学校
- 第七臨時教員養成所（1923–1930年） 京都帝国大学
- 第八臨時教員養成所（1913–1932年） 九州帝国大学
- 第九臨時教員養成所（1923–1932年） 東北帝国大学
- 第十臨時教員養成所（1923–1931年） 第四高等学校
- 第十一臨時教員養成所（1924–1930年） 浜松高等工業学校
- 第十二臨時教員養成所（1926–1930年） 東京外国語学校
- 第十三臨時教員養成所（1913–1931年） 第五高等学校
- 第十四臨時教員養成所（1927–1929年） 小樽高等商業学校
- 第十五臨時教員養成所（1929–1930年） 佐賀高等学校
- 第十六臨時教員養成所（1929年） 北海道帝国大学

第三期（戦時体制下）
- 東京臨時教員養成所（1941–1942年） 東京文理科大学
- 浜松臨時教員養成所（1940–1942年） 浜松高等工業学校
- 広島臨時教員養成所（1941–1948年） 広島文理科大学
- 名古屋臨時教員養成所（1911–1942年） 名古屋高等工業学校
- 大阪臨時教員養成所（1942–1943年） 大阪帝国大学
- 札幌臨時教員養成所（1943年） 北海道帝国大学
- 仙台臨時教員養成所（1942–1943年） 東北帝国大学
- 福岡臨時教員養成所（1942–1943年） 九州帝国大学

#### 実業学校教員養成所
大学および直轄諸学校内に実業学校教員の養成所が設置された。実業学校教員養成規程（1899年制定）
- 農業教員養成所→東京帝国大学農科大学附属農業教員養成所（1899年）→東京帝国大学農学部附属農業教員養成所→東京農業教育専門学校→東京教育大学農学部
- 東京高等商業学校附設商業教員養成所（1899年–）→東京商科大学附属商業教員養成所→（–1949年）
- 東京高等工業学校附設工業教員養成所（1899年–）→東京工業大学附属工業教員養成所（–1931年）、附属高等工業教員養成所（1942年 - 1949年）
- 大阪高等工業学校附設工業教員養成所（1920年–）→大阪工業大学 (旧制)
- 横浜高等工業学校附設工業教員養成所（1929年–）→横浜工業専門学校附設工業教員養成所→（–1949年）
- 名古屋高等工業学校附設工業教員養成所（1929年–）→名古屋工業専門学校附設工業教員養成所
- 熊本高等工業学校附設工業臨時教員養成所（1939年）→熊本工業専門学校附設工業教員養成所→（–1949年）
- 広島高等工業学校附設工業教員養成所（1939年）→広島工業専門学校附設工業教員養成所
- 仙台高等工業学校附設工業教員養成所（1943年）→仙台工業専門学校附設工業教員養成所
- 金沢高等工業学校附設工業教員養成所（1943年）→金沢工業専門学校附設工業教員養成所
- 室蘭工業専門学校附設工業教員養成所（1945年）
- 多賀工業専門学校附設工業教員養成所→（–1949年）

これら附設教員養成所は学制改革で一旦廃止になったが、後身の東京工業大学・広島大学・室蘭工業大学・金沢大学・東北大学・名古屋工業大学では、工業教員養成課程が設置された。

### 私立大学高等師範部（科）・師範科
私立大学専門部（大学専門部 (旧制)＝専門学校令による専門学校にあたる）・私立専門学校には、師範学校・中学校・高等女学校の教員を養成する高等師範部又は高等師範科と、小学校の教員を養成する師範科が存在した。
- 青山学院高等部英語師範科（1894年）

- 日本大学専門部高等師範科（1901年） → 日本大学文理学部
- 早稲田大学高等師範部（1903年） → 早稲田大学教育学部
- 東北学院専門部師範科（1918年）→高等部師範科（1929年）
- 同志社専門学校英語師範部（1922年）
- 法政大学専門部高等師範部（1925年）
- 立正大学専門部高等師範科（1925年）
- 大正大学専門部高等師範科（1926年）
- 國學院大學専門部高等師範部（1927年）
- 駒澤大学専門部高等師範科（1929年）
- 日本女子大学師範科

### 図画・音楽・体育・家庭科教員の養成機関
師範学校、高等師範学校などの他に、官立の専門学校、私立の専門学校・各種学校において図画、音楽、体育・武道、教員の養成課程があった。家庭科教員の養成は高等女学校専攻科、女子専門学校が大きな役割を果たしていた。
官立
- 東京美術学校図画師範科
- 東京音楽学校甲種師範科
- 東京高等体育学校（1941年）→東京体育専門学校→東京教育大学体育学部→筑波大学

私立
- 日本体育会体操練習所→日本体育会体操学校→日本体育専門学校→日本体育大学
- 大日本武徳会武術教員養成所→武術専門学校→武道専門学校
- 実践高等女学校専攻科・高等師範部→実践女子専門学校→実践女子大学
- 日本音楽学校高等師範科・師範科
- 武蔵野音楽学校→武蔵野音楽学校→武蔵野音楽大学
- 女子美術専門学校師範科
- 弘前和洋裁縫女学校師範科（1928年）、弘前和洋裁縫女学校高等師範科（1933年） →東北女子大学

## 関連文献
- 海後宗臣監修『日本近代教育史事典』平凡社、1971年。
- 『日本近現代史辞典』東洋経済新報社、1978年。
  - 尾崎ムゲン作成「文部省管轄高等教育機関一覧」参照
- 秦郁彦編『日本官僚制総合事典：1868–2000』東京大学出版会、2001年。
  - 「主要高等教育機関一覧」参照
- 中川浩一「文部4等属中川元：仏国師範学科取調の経緯」『茨城大学教育学部紀要 人文・社会科学・芸術』第39号、茨城大学教育学部、1990年3月、11-23頁、ISSN 0386765X、NAID 120005514478。
- 山本美穂子「北海道帝国大学理学部における女性の入学」『北海道大学大学文書館年報』第1巻、北海道大学大学文書館、2006年2月、18-57頁、ISSN 1880-9421、NAID 120000951754。